# Olde Spijker
De Olde Spijker is een 16e-eeuws adellijk huis in het Nederlandse dorp Vierakker, provincie Gelderland. Het huis was eeuwenlang verbonden aan het goed Wissink. Sinds 1966 is de Olde Spijker een rijksmonument.

## Geschiedenis
Vanaf 1326 kwam het goed Wissink voor in de leenaktes van Gelre, met Hugo Wissinck als leenman. De familie Van Heeckeren werd vanaf 1380 met het goed beleend. In 1501 stond Reinier van Heeckeren het Wissink af aan Otto van Hoeckelum, waarschijnlijk als onderpand voor een schuld. Tien jaar later bleek Pelgrom van Heeckeren, de erfgenaam van Reinier, het goed in eigendom te hebben. Dat jaar werd Andries Obbekinck met het Wissink beleend. De familie Obbekinck liet in de tweede helft van de 16e eeuw het huidige huis bouwen.
Het is niet bekend of er al eerder een gebouw aanwezig was. Gezien de naam ‘Olde Spijker’ voor het nieuwe gebouw zou er oorspronkelijk een spieker, een bouwwerk voor graanopslag, gestaan kunnen hebben.
In 1595 kwam de familie Louwerman in bezit van het Wissink en het huis. Via een erfenis kwamen de goederen in 1659 terecht bij het echtpaar Anna Catharina ten Behm en Arnolt van Eck. Zij breidden hun bezit verder uit door ook het naastgelegen Suideras aan te kopen. Hun nazaten verkochten in 1764 het huis Suideras weer, maar het Wissink en Olde Spijker werden in eigendom gehouden en kwam zo in 1768 terecht bij Geertruyd Lucretia op ten Noort.
In 1803 werd het Wissink opgesplitst en in delen verkocht. Het Olde Spijker werd verworven door Steven Smeenk, die waarschijnlijk al de pachter van het huis was. Zijn nazaat Jacoba Johanna Smeenk bracht door een huwelijk het huis in de familie Borgman.
Naast het huis is in de 19e eeuw een hallenhuisboerderij gebouwd.

## Beschrijving
De Olde Spijker is in de tweede helft van de 16e eeuw gebouwd. Eerst is er op maaiveldniveau een verdieping gebouwd van kloostermoppen met een muurdikte van 110 cm. Hierna is er een gracht omheen gegraven, waarbij de vrijgekomen grond tegen de muren van het bouwwerk werd opgeworpen. Op de aldus gecreëerde ‘kelder’ is vervolgens een verdieping met een zolder toegevoegd. Door deze bouwwijze lijkt het alsof het huis op een heuveltje staat.
Het rechthoekige gebouw wordt afgedekt door een zadeldak tussen tuitgevels. In de gevels zijn duivengaten aangebracht.
In 1960 is de Olde Spijker gerestaureerd.

## Afbeeldingen

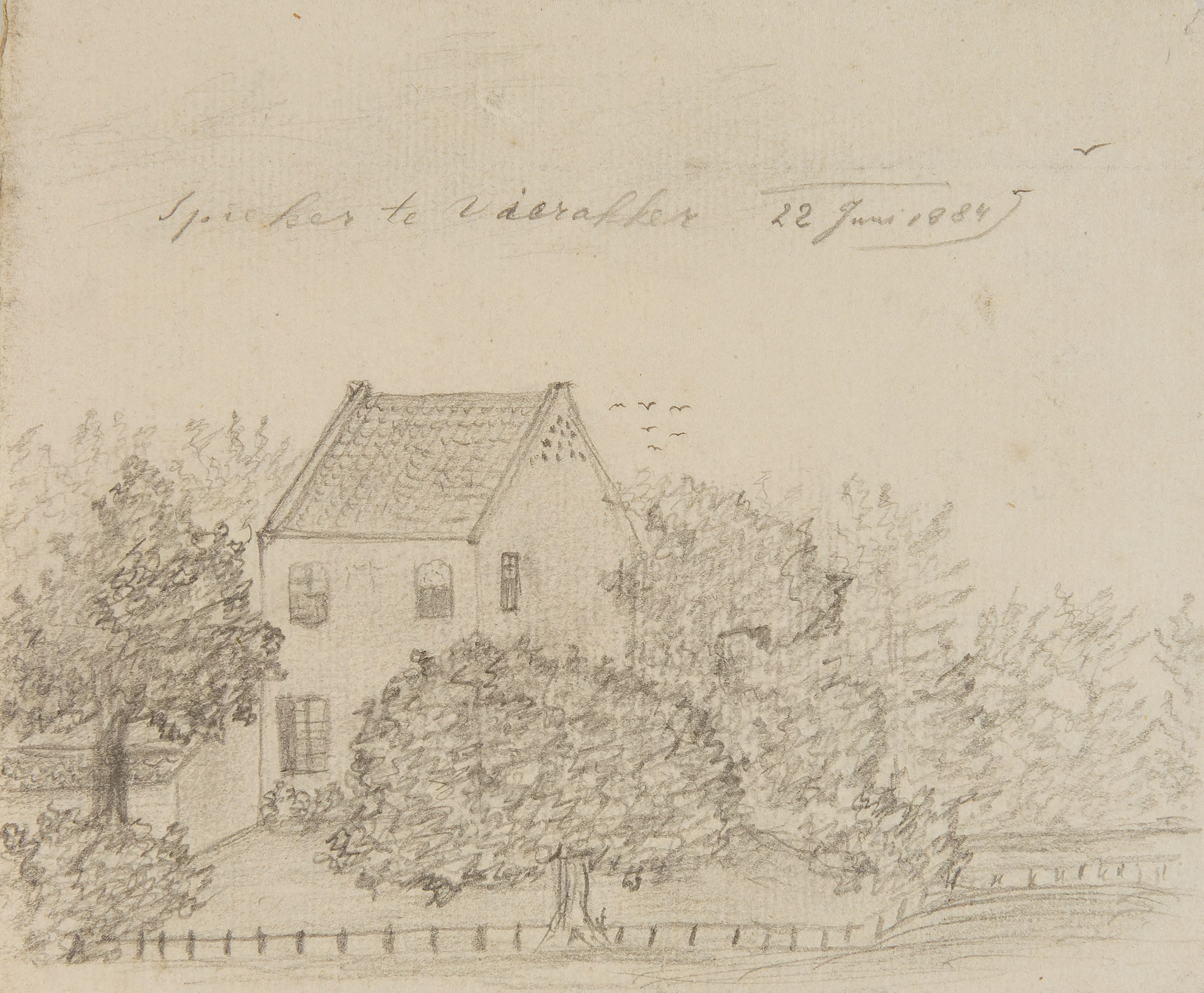
Spieker te Vierakker (1884)
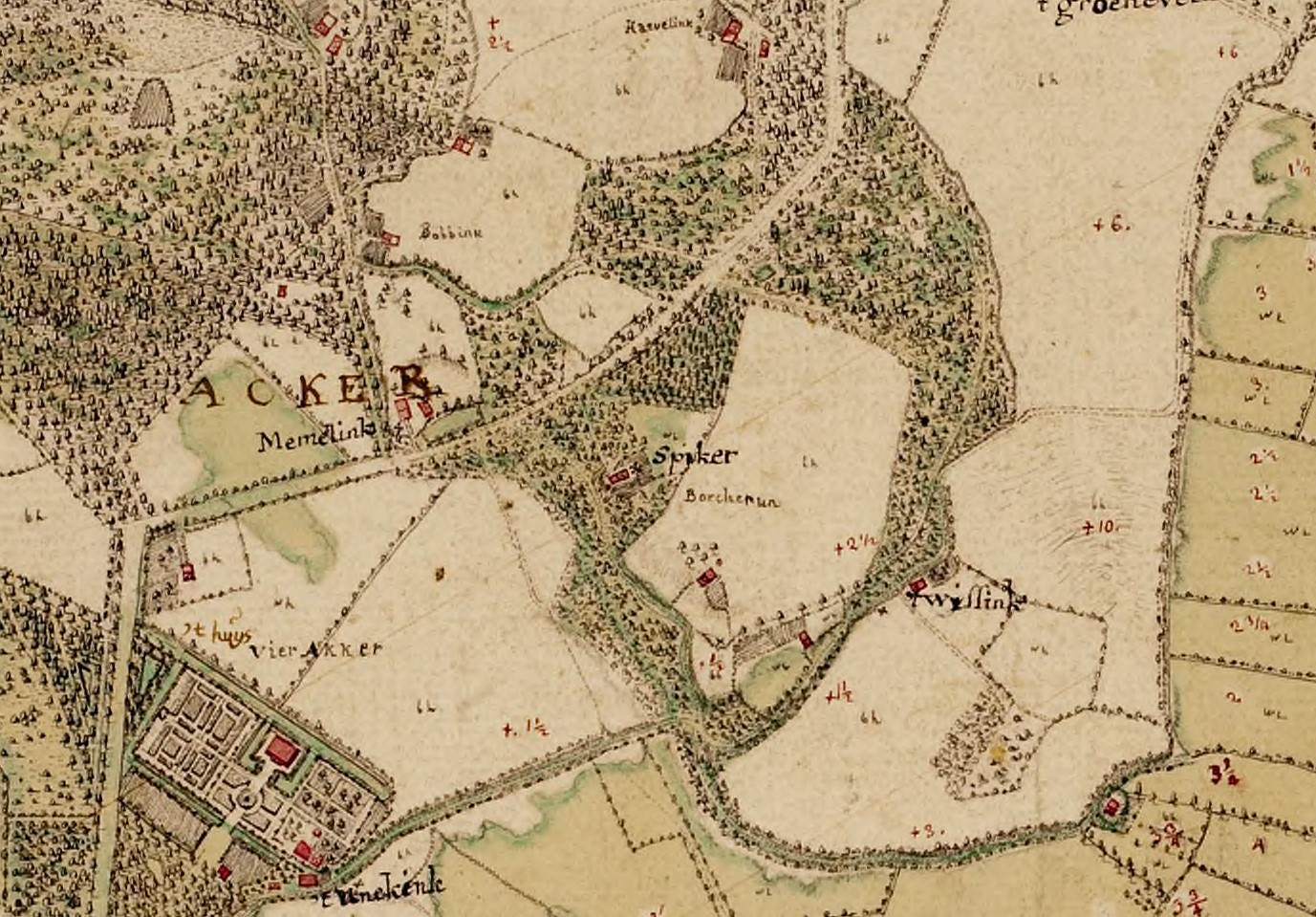
Olde Spijker te Vierakker, met linksonder de havezate Vierakker (19e eeuw)
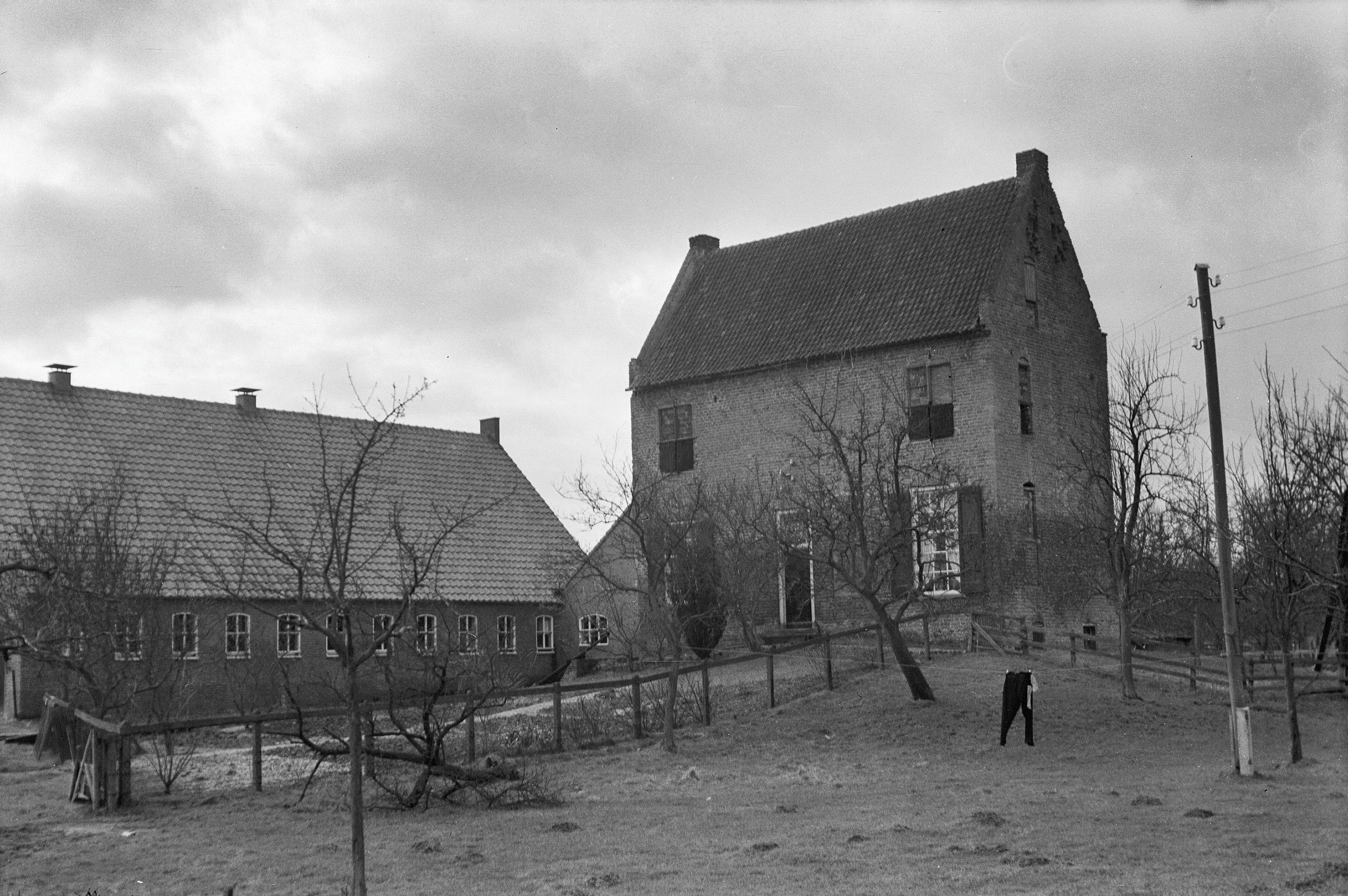
Olde Spijker in 1958
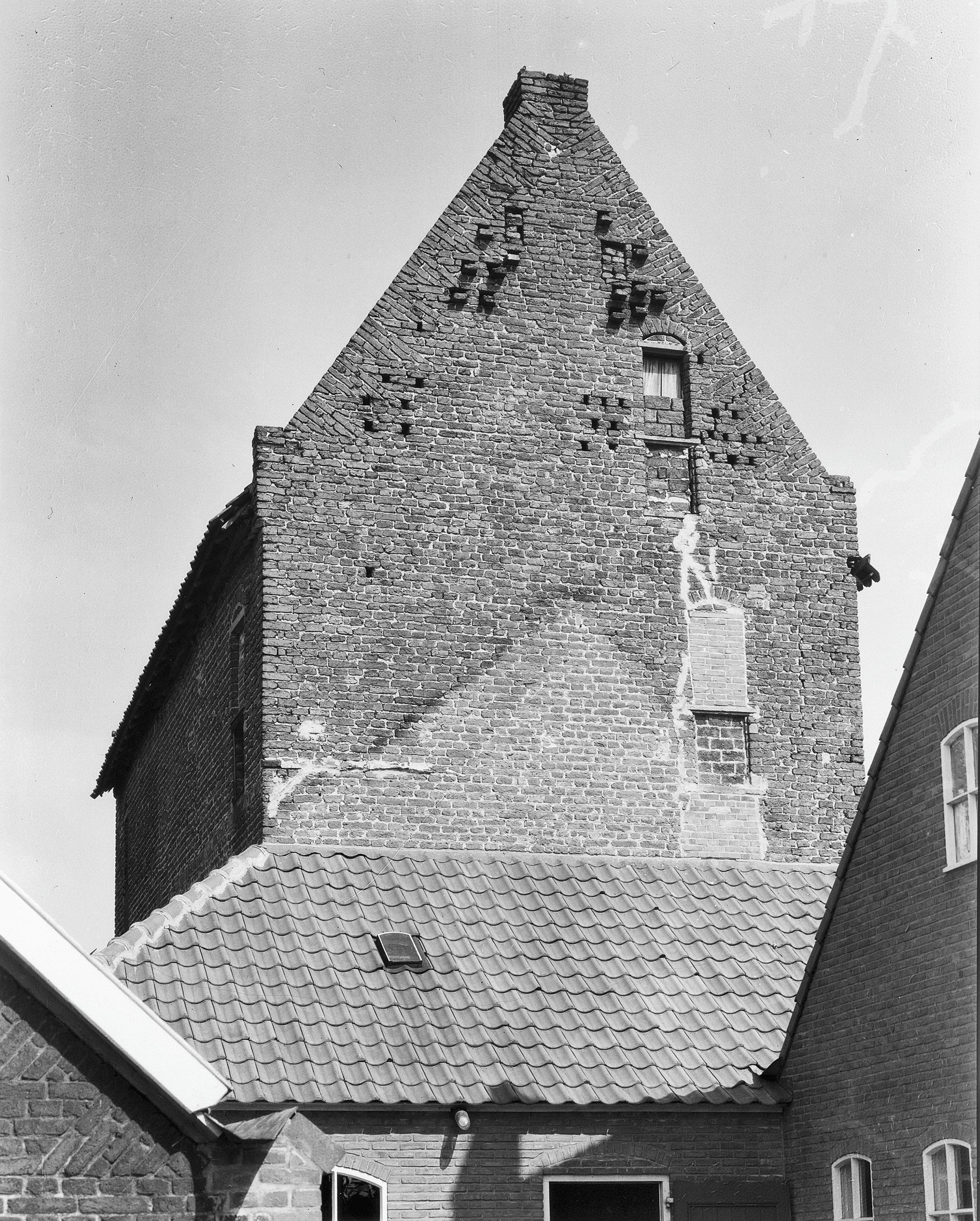
Zijgevel in 1955
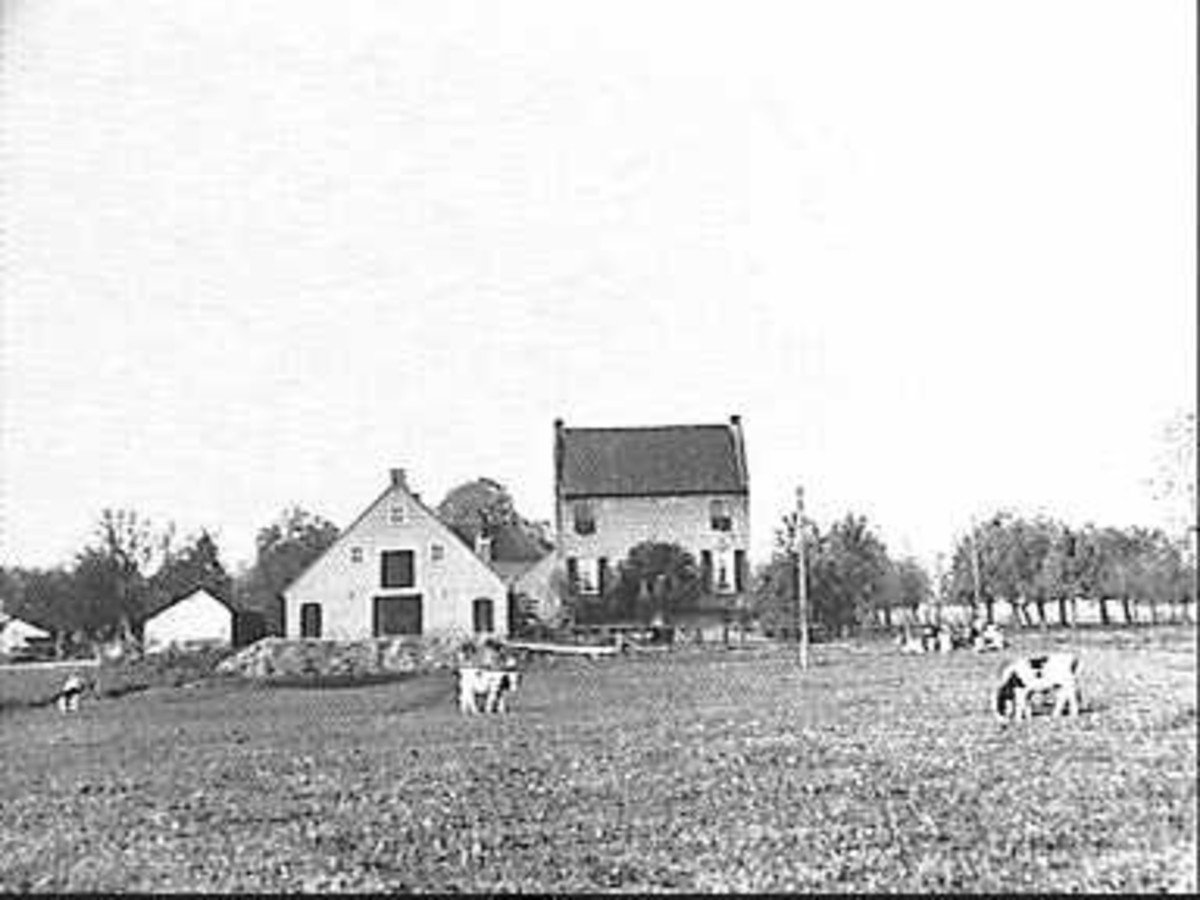
Olde Spijker en boerderij in 1957

Aalst · Aardenburg · Acquoy · Aerdt · Agistaldaburg · Ahof · Aldenhaag · Aller · Ambe · Ammersoyen · Ampsen · Andelst · Angeroyen · Appelburg · Appelse walburg · Appeltern · Arler · Baak · Babberich · Baer · Baerle · Bakerbosch · Balgoij · Barlham · Batenburg · Beek · Beerenclaauw · Bemmel · Bevervoorde · Bergh · Biljoen · Bingerden · Blankenborg (Laren) · Blankenborg · Blauwe Huis · Blokhuis (Ravenswaaij) · Boelenham · Boetselaersborg · Borculo · Boswaai · Brakel · Den Brakel · Den Bramel · Bredevoort · Broekhuizen · Bronkhorst · Bruchem · Bruinhorst · Brunsberg · Bulkestein · Bunswaard · Burcht van Tiel · Buren · De Buurse · Byland · Byvanck · Caetshage · Camphuysen · De Cannenburch · de Cloese · Coldenhove · Culemborg · Dedinckweerd · Delwijnen · Didam · Diepenbroek · Hof te Dieren · Huis Dijck · Dikke Tinne · Doddendaal · Dodewaard · Doornenburg · Doornik · Doorwerth · Dooyenburg · Dorth · Doseburg · Drakenburg · Dreumel · Druten · Duivelshuis · Eerbeek · De Ehze · Elburg · Eldrik · Emmerik · Engelenburg · Groot Engelenburg · Engelrode · Enghuizen · Enspijk · De Essenburgh · Essenpas · Est · Fokkinck · Gameren · Geerestein · Geldermalsen · De Gelderse Toren · Geldersweerd · Gellicum · Gendt · Gennepestein · Glindhorst · Goudenstein · ‘s-Grevenhoef · Groot Hell · Groenlo · Groesbeek · Huis te Groesbeek · Grunsfoort · Gulden Spijker · Hackfort · Hackforts Veenhuis · Hagen · Hagevoort · Hamerden · Hanepol · Harreveld · Harslo · Hassink · Het Haveke · Hedel · Heeckeren · De Heegh · Hees · De Heest · Hellouw · Hemmen · Hernen · Motte van Hernen · Heumen · Heusden · Hoekelum · Hoekenburg · De Hoeve · De Hof · Hof d'Ooy · Hof van Arkel · Huis het Holt · Holthuis · Het Holtslag · Ter Horst · Houberg · St. Hubertus · Huissen · Hulhuizen · Hulkestein · Hulsen · Hunneschans bij De Duno · Hunneschans bij Uddel · Jonker Bloo · 't Joppe · De Kamp · Karssenberg · Kemnade · Keppel · Kermestein · Kernhem · Kervel · Kiefskamp · De Kinkelenburg · Klein Enghuizen · Kleverburg · Kortenhoeve · Laag Helbergen · Lakenburg · Landfort · Langen · Latenstein · De Lathmer · Lathum · Ter Lede · Leegpoel · Leemcuyl · Leeuwen · Leeuwenbergh · Lensenburg · Lent · Leur · Leuvenum · Leyenburg · Lichtenvoorde · Lievenstein · Loenen · Loevestein · Loil · Loowaard · Luynhorst · Hof te Maasbommel · Magerhorst · Malburgen · Malderburcht · Malsen · Manhorst · Marhulsen · De Marsch · Marveld · Mathena · Maurik · Medel · Medestein · 't Medler · Meinerswijk · De Mellard · Mensink · Mergelp · Meteren · 't Meyerink · Middachten · Millingen · Mussenberg · Nagelhorst · Nederhagen · Nederhemert · Neerijnen · Huis Neerijnen · De Nesch · Nettelhorst · Nieuwe Blokhuis ·  Nijburg · Nijenbeek · Old Putten · Notenstein · Nye Huis · Olde Spijker · Oldenaller · Oldenhof (Driel) · Oldenhof (Heteren) · De Ooij · Oolde · Oud Oolde · Oosterhout · Ophemert · Opijnen · Oud Ampsen · Oude Blokhuis · Het Oude Loo · Oude Voorst · Oudenborch · Oud-Wisch · Huis te Overasselt · Overeng · Overhagen · Overlaar · 't Oye · Palmestein · De Parck · Persingen · Plekenpol · Ploen · Pluimenburg · Poederoijen · Poelwijck · Poelwijk · De Pol (Dreumel) · Huis de Poll (Huis te Gietelo) · De Poll (Huissen) · Pollenbering · Pollenstein · Puttenstein · Het Raasink · Ravenhorst · De Rees · Ressen · Reuversweerd · Reygersfoort · Rhijnestein · Huis Rijswijk · Rode Toren · Roode Wald · Rosande · Rosendael · Rossum · Rumpt · Ruurlo · Rijsselt · Schadewijk · Schaffelaar · Scherpenzeel · Schoonbroek · Schoonderbeek · Schoonenburg · Schuilenburg · Schuilkerke · Hof te Seelbeek · Sevenaer I · Sevenaer II · Sinderen (Oude IJsselstreek) · Sinderen (Voorst) · Slangenburg · Sleeburg · Slimsijp · De Snor · Soelen · Spaansweerd · Spaldorp · Spijk · Staverden · Sterkenburg · Swanepol · Tarthorst · Teisterbant (Kerk-Avezaath) · Teisterbant (Kerkdriel) · Ter Dicke · Tolhuis · Tolhuis (Tiel) · Tollenburg · Tongerlo · Toren van Wely · Tuil · Ubbergen · Uilenburg (Ewijk) · Uilenburg (Heteren) · Ulenpas · Ulft · Upladen · Valburg · Valkhofburcht · Valkhofpalts · Vanenburg · Varik · Hof te Varsseveld · 't Velde · Velhorst · Verwolde · Vierakker · De Voorst · Voorstonden · Vorden · Vosbergen · Vredenburg · Vredestein (Driel) · Vredestein (Ravenswaaij) · Vuren · Waardenburg · Waddestein · Wadenoijen · Waede · Wageningen · Walfort · 't Waliën · De Wardt · Watergoor · Watermeerwijk · Wayenstein (Huis te Herwijnen) · Well (Huis van Malsen) · Weijenrade · Westenburg · Westerholt · Weurt · De Wiersse · Wijenburg (Echteld) · De Wildenborch · De Wildt · Wilp · Wilperhorst · Winssen · Wisch · Wychen · Wolfswaard · Woolbeek · Yrst · IJzendoorn · Zeeland · Zilveren Spijker · Zuilichem · Zwaluwenburg · Zwanenburg (Heerde) · Zwanenburg (Megchelen)